# Mongolocampe bouceki
Mongolocampe bouceki is een vliesvleugelig insect uit de familie Tetracampidae. De wetenschappelijke naam is voor het eerst geldig gepubliceerd in 1971 door Sugonjaev.